# Colorado, Alto Lucero de Gutiérrez Barrios
Colorado är en ort i Mexiko.   Den ligger i kommunen Alto Lucero de Gutiérrez Barrios och delstaten Veracruz, i den sydöstra delen av landet, 270 km öster om huvudstaden Mexico City. Colorado ligger 404 meter över havet och antalet invånare är 138.
Terrängen runt Colorado är kuperad, och sluttar österut. Runt Colorado är det ganska glesbefolkat, med 48 invånare per kvadratkilometer. Närmaste större samhälle är Palma Sola, 10,9 km öster om Colorado. Omgivningarna runt Colorado är en mosaik av jordbruksmark och naturlig växtlighet.